# Lillian Schwartz
Pour les articles homonymes, voir Feldman, Feldmann, Schwartz et Szwarc.
Lillian Feldman Schwartz, née le 13 juillet 1927 à Cincinnati et morte le 12 octobre 2024 à Manhattan, est une artiste américaine.
Lillian Schwartz est considérée comme une pionnière de l'art assisté par ordinateur. Elle est également l'une des premières artistes à avoir fondé la quasi-totalité de sa production artistique sur le médium numérique ainsi que l'art par ordinateur. La majorité de ses projets novateurs ont été réalisés au courant des années 1960 et 1970, soit bien avant que la révolution de l'ordinateur de bureau ne rende le matériel informatique ainsi que les logiciels largement plus accessibles aux artistes.

## Biographie

### Enfance et débuts d'une formation artistique
Née le 13 juillet 1927 d'une mère britannique et d'un père russe, Lillian Schwartz a grandi dans une grande famille faisant partie de la classe moyenne. Douzième enfant d'une famille de treize, elle a toujours été encouragée, surtout par sa mère, à exprimer sa créativité artistique. Jeune fille, pendant la Grande Dépression, elle a expérimenté avec l'ardoise, la boue, les bâtons et la craie comme matériaux libres pour exprimer sa créativité artistique.
Bien qu'elle ait étudié pour devenir infirmière dans le cadre d'un programme d'éducation de la Seconde Guerre mondiale, elle s'est vite rendu compte de son intérêt plus marqué pour les arts et le métier d'artiste qui en découlait. Avant que son intérêt marqué pour l'art computationnel ne définisse ses créations artistiques, Lillian Schwartz s'inspire de sa formation académique en anatomie et en biologie pour confectionner des sculptures en plâtre.
Son éducation artistique débute dès la fin de la Seconde Guerre mondiale au Japon. Stationnée pendant l'occupation d'après-guerre dans une zone située entre Hiroshima et Nagasaki, elle contracte cependant la polio. Cette maladie qui s’attaque généralement au système nerveux central affecte grandement les cellules nerveuses qui font fonctionner les muscles, ce qui peut entraîner, entre autres, la paralysie. Pour se remettre de sa maladie, elle étudie la calligraphie avec Tshiro. Elle ne s'est pourtant jamais tout à fait remise de son séjour au Japon et ses premières acryliques témoignent de cette période plus sombre de sa carrière artistique où les fantômes de la guerre se sont joints à la maladie favorisant un caractère souvent sombre et morne dans ses premières acryliques. Délaissant les huiles et les acryliques, Lillian Schwartz favorise alors la technique du collage dans laquelle elle regroupe son imagination, son intuition et ses émotions. Schwartz explique qu'elle a toujours favorisé l'utilisation de matériaux de son temps soit principalement des matériaux recyclés tels que le plastique. Artiste autodidacte, Lillian Schwartz travaille avec d'innombrables matériaux avant de se concentrer à l'art computationnel.

### Carrière
En 1966, Schwartz commence à travailler avec des caissons lumineux et des dispositifs mécaniques. Elle s'intéresse alors à la sculpture cinétique. Lors de l'exposition « The Machine as Seen at the End of the Mechanical Age », qui s'ouvre en 1968 au Museum of Modern Art de New York, Schwartz présente une sculpture cinétique et interactive : Proxima Centauri. Elle fait alors partie des artistes sélectionnés par le collectif E.A.T. (Experiments in Art and Technology) et s’associe avec l’ingénieur danois Per Biorn. Lors du vernissage de cette exposition, elle rencontre Leon Harmon qui l'invite aux Laboratoires Bell.
Elle étudie la programmation et l'informatique avec l'ingénieur John Vollaro les six premiers mois de son entrée aux laboratoires. Elle collabore étroitement avec de nombreux scientifiques qui y travaillent dont Ken Knowlton. Il développe pour elle des langages de programmation lui permettant de créer des images numériques. De cette collaboration ressort une série de films animés par ordinateur, construit à partir de la sortie d'algorithmes génératifs visuels écrits par Knowlton et édités par Schwartz. Bien qu'elle travaille principalement avec le médium de l'ordinateur, elle fait également des peintures et des films avec une combinaison de peinture manuelle, de collages numériques, de traitement d'images et de post-traitement optique, travaillant d'abord avec le langage graphique de Knowlton 1963, Beflix, puis avec Explor et Symbolics. En 1975, Schwartz  collabore avec Knowlton et ils réalisent dix des premiers films animés numériquement à être présentés comme œuvres d'art soit : Pixillation, Olympiad, UFO's, Enigma, Googolplex, Apotheosis, Affinities, Kinesis, Alae et Metamorphosis.
Alors que ces 10 films n'impliquaient pas encore l'édition numérique d'images ou de séquences d'images, puisque Schwartz les avait édités comme des films physiques de façon conventionnelle, elle réajuste ses méthodes dans son travail des périodes suivantes. Le bricolage créatif qu'elle crée avec différentes techniques souvent dites technologies de pointe, préfigure ce qui deviendra plus tard une pratique courante dans des programmes tels que Photoshop et Final Cut Pro.
Schwartz a contribué à la recherche scientifique sur la perception des couleurs et du son et, qui plus est, elle a été consultante aux Laboratoires AT & T Bell, au Laboratoire de recherche Thomas J. Watson d'IBM, au Centre de recherche Exxon et aux Bell Labs Innovations de Lucent Technologies.

### Décès
Lillian Schwartz meurt le 12 octobre 2024 à Manhattan à l'âge de 97 ans.

## Œuvres

### Sculptures
- Proxima Centauri se présente comme une large boîte noire qui sert de base à un globe en verre de couleur laiteuse. Malgré son apparence épurée, Proxima Centauri cache une ingénierie complexe, mobilisant des mécanismes électroniques. À l’intérieur de la base du globe se nichent un projecteur de diapositive, des ampoules de couleur et une cuve à ondes. Ce dispositif est conçu pour projeter les images des diapositives sur le globe, celles-ci étant colorées par les ampoules et déformées par la cuve à ondes. La projection des images se déclenche lorsqu'un spectateur s'approche, grâce au tapis sensitif relié aux mécanismes internes de la sculpture.

### Films d'animation
- Pixillation (1969) illustre les prouesses faites en termes d’image numérique, rendues possibles avec les avancées technologiques dans la programmation. Il est décrit par Schwartz comme une « combinaison atypique de talents artistique et technologique ». Ce court film de trois minutes rassemble en effet des séquences « faites main » et d'autres animées par ordinateur, qui se répondent entre elles. Les différentes séquences du film se rejoignent sur le mouvement de croissance.
- U.F.O.’s (1971), le second film qu’elle réalise au sein des laboratoires Bell, témoigne d’une complexification de l’image conçue par ordinateur. Le film débute par des motifs génératifs abstraits, dont les couleurs saturées changent progressivement. Puis, apparaissent des images de cercles qui donnent l’impression de se mouvoir les uns par rapport aux autres par un jeu optique. Ces images de cercles proviennent du chimiste George Gilmer, qui réalisait des films à usage scientifique, mettant en scène des éléments constitutifs de la matière.
- Schwartz réalise Enigma en 1972. Elle souhaite produire un film animé par ordinateur qui mettrait en application la recherche expérimentale en optique et qui stimulerait les effets perceptifs de l'intensification chromatique. Le film étant composé de flashs colorés, la constance chromatique est donc omniprésente et donne lieu à une perception hallucinatoire.

### Travaux notables en analyse numérique d'œuvres

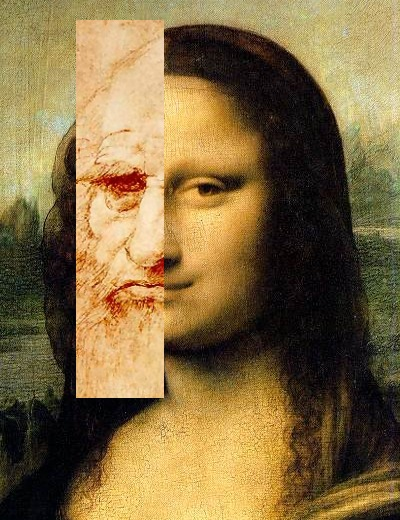
Mona/Leo

Schwartz a largement utilisé les travaux de Léonard de Vinci dans des expériences avec des ordinateurs. Une des œuvres remarquables qu'elle a créée est Mona/Leo, pour laquelle elle a confronté l'image d'un autoportrait de Léonard de Vinci avec La Joconde, assortissant les deux visages selon certaines caractéristiques pour montrer leur similarité structurelle sous-jacente. Spécifiquement, elle a remplacé le côté droit de la Joconde avec le côté gauche renversé d'un autoportrait à la sanguine de Léonard de Vinci. Des lignes superposées dessinées sur l'image montrant les alignements étroits du bas de l' œil, du sourcil, du nez et du menton l'ont incitée à soutenir que la Joconde est en partie un autoportrait cryptique de l'artiste. Dans des travaux similaires, elle a également enlevé les tons gris de l'autoportrait de Léonard de Vinci et y a superposé l'œil de Mona Lisa. Bien que la majorité ne soit pas convaincue par son argument en faveur de l'identité de Léonard de Vinci et de la Joconde, un contre-argument commun est que les similitudes sont dues au fait que les deux portraits ont été créés par la même personne et portent donc les marques d'un style caractéristique. De plus, bien que le dessin sur lequel Schwartz a basé la comparaison soit considéré comme un autoportrait, il n'y a aucune évidence historique ferme pour soutenir cette théorie.
Dans une expérience similaire, Schwartz a utilisé un programme de ray-tracing personnalisé pour étudier les anomalies de perspective dans le dessin de la fresque de Léonard de Vinci de La Cène . Son modèle 3D généré par ordinateur a montré que les lignes de perspective de La Cène concordent avec l'architecture du réfectoire de Santa Maria delle Grazie à Milan où se trouve la fresque, mais seulement en raison de certaines modifications apportées par Léonardo da Vinci à la norme perspective linéaire de l'époque.

## Réception du travail
Lillian Schwartz a été qualifié de pionnière dans « l'établissement d'ordinateurs comme un moyen artistique valable et fructueux » par le physicien et prix Nobel Arno Penzias, et une « pionnière et virtuose » par le philosophe-artiste Timothy Binkley.
Ses films ont participé à la Biennale de Venise et au Festival de Cannes, et ont reçu de nombreux prix. Parmi ceux-ci est un Oscar avec Ed Emshwiller en 1980 pour des effets spéciaux sur le film The Lathe of Heaven.
Dans les années 1980, un spot télévisé généré par ordinateur qu'elle a créé pour le Museum of Modern Art récemment rénové à New York a également remporté un Emmy Award.
Les œuvres de Schwartz ont été exposées au Museum of Modern Art de New York, au Metropolitan Museum of Art, au Whitney Museum of Art, au Moderna Museet de Stockholm, au Centre Beaubourg de Paris et au Stedlijk Museum of Art d'Amsterdam. le musée du Grand Palais (Paris) et dans de nombreuses galeries et festivals du monde entier.
Lillian Schwartz a été un membre visiteur du département d'informatique à l'université du Maryland ; professeur adjoint au Kean College, Département des beaux-arts ; professeur adjoint au département des arts visuels de Rutger ; professeur auxiliaire au département de psychologie de l'École des arts et des sciences de l'Université de New York ; et un membre de la faculté des études supérieures de l'école des arts visuels, NYC.
Elle a également été artiste en résidence à Channel 13, WNET, New York. Elle est membre de l'Académie mondiale des sciences et des arts depuis 1988.

## Prix et subventions
- ACM Siggraph 2015 Distinguished Artist Award pour l'ensemble de ses réalisations en art numérique, 2015
- Prix Cindy des producteurs de films d'information de l'Amérique pour l'annonce d'intérêt public du Museum of Modern Art, 1985
- 27e Prix annuel du Festival du film américain pour l'annonce d'intérêt public du Musée d'art moderne, 1985
- 28e cérémonie annuelle des New York Emmy Awards, Prix d'excellence de la fonction publique pour l'annonce d'intérêt public du Museum of Modern Art, 1984
- Bourse nationale de dotation pour les arts, 1982
- Pablo Neruda Prix du réalisateur et auteur pour Poète de son peuple, 1978
- Prix du réalisateur et de l'achat, Sinking Creek Film Festival, pour L'Oiseau, 1978
- Académie nationale de télévision, des arts et des sciences, Prix spécial pour les effets spéciaux pour Enigma, 1972
- Prix international du jury Icograda pour les ovnis, 1972
- Prix d'Excellence au Festival International du Cinéma en 16 mm. de Montréal, pour Enigma, 1972
- Prix CINE Golden Eagle pour la Pixillation, 1971

## Publications
- Illusion Assistée par Ordinateur: Ambiguïté, Perspective et Mouvement, Visual Computer, juin 1998.
- Ordinateurs et appropriation art: la transformation d'un travail ou d'une idée pour une nouvelle création, Leonardo, 29: 1, 1996.
- Restauration électronique: Préserver et restaurer de grandes œuvres d'art, Scan '95 Actes , 1995.
- L'ordinateur de l'historien de l'art, Scientific American, avril 1995.
- Le Morphing de Mona, Ordinateurs et graphiques Numéro spécial, éd. C. Machover, Pergamon Press, 1995.
- Leçons de Léonard de Vinci: Ajouts à son traité sur les ordinateurs et l'art, Actes de l'Académie mondiale des arts et des sciences, décembre 1992.
- Piero della Francesca et l'ordinateur: Analyse, Reconstruction, et Héritage, Visual Computer, Springer-Verlag, 1993.
- The Computer Artist's Handbook (avec Laurens R. Schwartz). Norton, 1992.
- Le masque de Shakespeare, Pixel - Journal of Scientific Visualization, 3: 3, mars / avril 1992.
- Les artistes informatiques comme interprètes interactifs: la première transmission numérique par satellite d'un dessin en temps réel, Scan: Actes du onzième symposium annuel sur les petits ordinateurs dans les arts, 15-17 novembre 1991.
- Art en temps réel par ordinateur, Art interactif et réalité artificielle, éd. Gregory Garvey, ACM Siggraph, août 1990.
- L'identification de Mona Lisa, L'ordinateur visuel, Springer-Verlag, 1988.
- La mise en scène de la dernière Cène de Léonard, Leonardo (Supplemental Issue), Pergamon Press, 1988.
- Des Ovnis à Pablo Neruda, Scientific American / International Proceedings Art Expo - Hanovre, 1988.
- La Joconde de Leonardo, Art & Antiques, janvier 1987.
- L'ordinateur et la créativité, Transactions de l'American Philosophical Society, vol. 75, partie 6, 1985.
- Expérimenter avec l'animation par ordinateur, Siggraph '84: Les questions interdisciplinaires dans l'art et le design informatiques, 1984.
- Filmmaking with Computer (avec CB Rubinstein), Interdisciplinary Science Reviews, 4: 4, 1979.
- Art-Film-Ordinateur, Artiste et l'ordinateur, ed. Ruth Leavitt, Harmony Books, 1976.
- L'artiste et l'animation par ordinateur, Animation par ordinateur, ed. John Halas, Hastings House, 1974.